# Maria Vittoria Cusumano
 (juin 2020).
Maria Vittoria Cusumano, également connue sous le nom de Mary, est une militante italienne, ambassadrice de Komen Italia et fondatrice du magazine de mode MVC,,,.

## Biographie
Maria Vittoria Cusumano est née à Bonn (Allemagne), en 1991. Elle a trois sœurs. Elle est allée au lycée classique de Villa Flaminia. Elle possède un diplôme en droit et une maîtrise en génétique légale.
En 2017, elle a reçu le prix Career and Fashion Professions Award à l'occasion du Rome Fashion White pour sa collaboration à la Fashion Week de Milan.